# Karl von Mangoldt
Hans Karl Emil von Mangoldt (* 9. September 1868 in Freiburg i. Br.; † 2. Juli 1945 in Berlin) war ein deutscher Wohnungsreformer. Er war Sekretär des „Instituts für Gemeinwohl“ und Gründer, Vorsitzender und Geschäftsführer des „Vereins Reichswohnungsgesetz“ (ab 1904 „Deutscher Verein für Wohnungsreform“).

## Leben

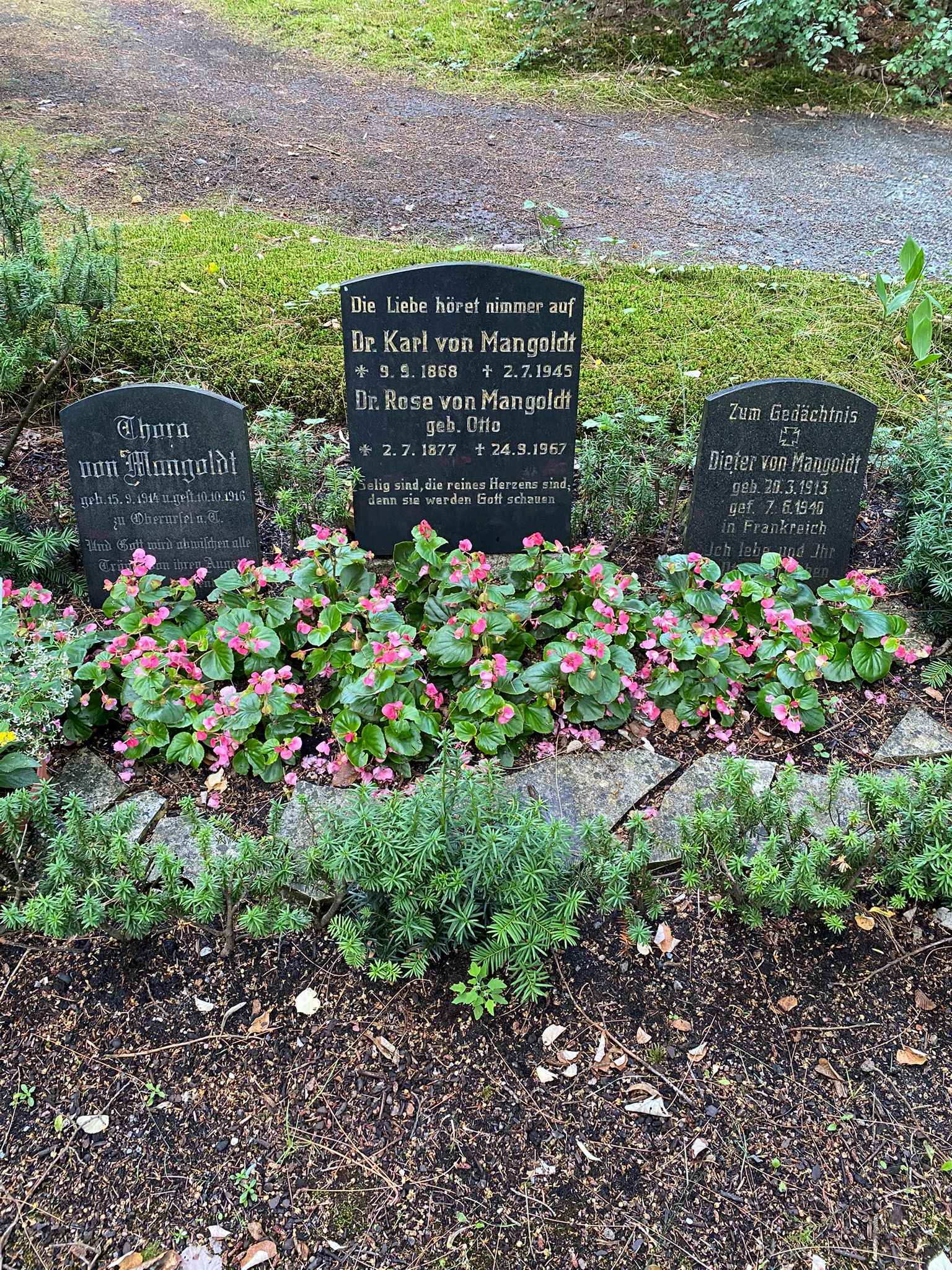
Grabstätte auf dem Parkfriedhof Lichterfelde

Karl von Mangoldt wurde als Sohn des Staats- und Wirtschaftswissenschaftlers Hans Karl Emil von Mangoldt und seiner Frau Louise, geb. von Lengerke (1834–1920) geboren.
Er wuchs in Dresden auf, besuchte das Vitzthum-Gymnasium, studierte in Freiburg und Leipzig Jura und Volkswirtschaft, promovierte in Jura und hat sich aber vor allem mit volkswirtschaftlichen Fragen beschäftigt.
Am 19. Februar 1912 heiratete er in Aschersleben Rose Otto (1877–1967), mit der er drei Kinder hatte:
- Dieter (1913–1940), gefallen, ⚭ 1940 Margot Wurm (* 1919)
- Brigitte (* 1916) ⚭ 1950 Hellmut Krone (* 1915)
- Inge (* 1918) ⚭ 1951 Lothar Lingnau (* 1913)

Das Ehepaar ruht auf dem Parkfriedhof Lichterfelde.

### Redakteur bei der ZeitschriftSoziale Praxis
Nach dem Studium ging er nach Dresden und arbeitete dort ab Herbst 1891 für ein Jahr als Mitherausgeber der „Sozialkorrespondenz“ und Sekretär beim „Verein Volkswohl“. Von Herbst 1895 bis Herbst 1899 war er als Sekretär beim „Institut für Gemeinwohl“ in Frankfurt am Main angestellt. Dort bearbeitete er besonders die Wohnungsfrage und übernahm die regelmäßige Berichterstattung in der Zeitschrift „Soziale Praxis“. Er setzte sich für die Verbesserung der Wohnsituation der Arbeiter ein. Im Zuge der zunehmenden Industrialisierung und der Entstehung großer Arbeiterviertel waren Wohnungsmissstände weit verbreitet.
Im Verlauf seiner Tätigkeit war er „zu der Überzeugung gekommen, dass in der Wohnungsfrage ein großzügiges, zusammenfassendes gesetzgeberisches Vorgehen, und zwar von Seiten des Reiches“, notwendig und möglich sei, und dass hierfür eine besondere Organisation und Bewegung ins Leben gerufen werden müsse.

### Gründung des Deutschen Vereins für Wohnungsreform
1898 gründete er den Deutschen Verein für Wohnungsreform (ursprünglich als „Verein Reichswohnungsgesetz“) und war lange Jahre hauptberuflicher Geschäftsführer. Die Frankfurter Nachrichten berichteten am 14. Mai 1898, dass eine „stattliche Anzahl angesehener und einflussreicher Männer der verschiedensten Parteirichtungen hiesiger Stadt“ eine Vereinigung gegründet haben, „die sich zum Ziel gesetzt hat, für umfassende gesetzgeberische Förderung der Wohnungsreform, in erster Linie für ein durchgreifendes Reichswohnungsgesetz, einzutreten“ mit einer Ausdehnung der neuen „Vereinigung … über ganz Deutschland“. Dies führte zu einer weitreichenden Zusammenfassung aller an der Wohnungsfrage interessierten Kräfte. Zu den Mitgliedern gehörten auch „größere wirtschaftliche Unternehmungen und große öffentliche Körperschaften“.
Eine längere Erkrankung veranlasste Mangoldt den Vorsitz abzugeben und in seine Heimatstadt Dresden zurückzukehren. Im Sommer 1900 wurde Charles Hallgarten erster Vorsitzender, ein jüdischer Bankier und großer Wohltäter in Frankfurt.
Mit zunehmender Genesung engagierte sich Mangoldt wieder für den Verein. Aus der Beauftragung für den Verein ein Heft zur städtischen Bodenfrage zu schreiben, erwuchs ein etwa 800 Seiten umfassendes wissenschaftliches Werk ‚Die städtische Bodenfrage‘, mit dem er bekannt wurde.
Seine Frau Dr. Rose von Mangoldt schrieb Jahrzehnte später: „Ziel des Vereins war, das Reich zu einem umfassenden Eingreifen auf dem Gebiete des Wohnungswesens zu veranlassen. Dieses Ziel wurde nie erreicht: es trat allmählich in den Hintergrund und als Aufgabe galt, die Anhänger einer Wohnungsreform aus allen Teilen Deutschlands zu einer großen Organisation zusammenzuschließen und durch wissenschaftliche, organisatorische und agitatorische Tätigkeit auf die Verbreitung und Durchführung der wohnungsreformerischen Ideen hinzuarbeiten, um für die gering bemittelten Schichten zweckmäßig gestaltete, gesunde und preiswerte Wohnungen zu schaffen. Im Jahre 1904 erhielt der Verein entsprechend dem geänderten Ziel den Namen ‚Deutscher Verein für Wohnungsreform‘, den er bis 1940 beibehalten hat.“
Nachdem Karl von Mangoldt 1904 den Ersten Deutschen Wohnungskongress nach Frankfurt einberufen hatte, berief er 1911 den Zweiten Deutschen Wohnungskongress nach Leipzig ein. Dort lernte er seine Frau Rose, geb. Otto, kennen und sie heirateten am 19. Februar 1912 in Aschersleben.
Im Frühjahr 1917 wurde dem Deutschen Verein für Wohnungsreform der einen viel weiteren Kreis von Organisationen umfassende Deutsche Wohnungsausschuss angegliedert, und im Zusammenhang damit die Geschäftsstelle des Vereins nach Berlin verlegt. Auch dieser vereinigten Geschäftsstelle in Berlin hat er durch mehrere Jahre vorgestanden.
Mangoldt zog sich 1920 aus der Geschäftsführung zurück, um sich größeren publizistischen Plänen widmen zu können.
Laut Sterberegister des Standesamtes Mitte von Berlin wurde Karl von Mangoldt am 2. Juli 1945 auf der Weidendammer Brücke in Berlin-Mitte tot aufgefunden; als Todesursache ist 
Herztod angegeben.

## Bedeutung

### Einsatz für bessere Wohnverhältnisse in Deutschland
Freiherr v. Stein, der Vorsitzende des Vereins, würdigte seine Arbeit mit folgenden Worten: Der Deutsche Verein ist „wesentlich eine Frucht der Gedanken und der Arbeit des Herrn Dr. v. Mangoldt … Frühzeitig hatte er klaren Blicks die Gefahren erkannt, welche für die leibliche und seelische Gesundheit des Volkes in schlechten Wohnungsverhältnissen schlummern, und sich die Aufgabe gesetzt, das Verständnis für die Not und die Mittel, ihr zu steuern, zu wecken. Wenn heute die Gedanken der Wohnungsreform mehr oder weniger Allgemeingut geworden sind, so darf der erste Geschäftsführer des zu diesem Zwecke begründeten Deutschen Vereins für Wohnungsreform einen vollbemessenen Teils des Verdienstes hieran für sich beanspruchen. Unermüdlich hat er in Wort und Schrift immer wieder den Finger auf die Wunde gelegt und mit eindringendem Verständnis sich die Klärung der brennenden Fragen angelegen sein lassen.“
In dem „Zeugnis über die Tätigkeit des Herrn Dr. v. Mangoldt für den Deutschen Verein für Wohnungsreform“ heißt es u. a.: Er „hat seit dem Jahre 1900 als Geschäftsführer des Vereines....sich für die Sache der Wohnungsreform als Schriftsteller, als Redner und als Organisator mit unermüdlicher Arbeitskraft in der vielfältigsten Weise eingesetzt. Aus seiner Arbeit auf schriftstellerischem Gebiete ist besonders bemerkenswert die Herausgabe der ‚Mitteilungen‘ des Deutschen Vereins für Wohnungsreform, die als periodische Zeitschrift seit dem Jahre 1912 erschienen sind, sowie die Herausgabe des Jahrbuchs der Wohnungsreform, dessen Jahrgänge in die Jahre 1903 bis 1913 gefallen sind.....Einen weiten Raum in seiner Tätigkeit nahm die organisatorische Arbeit ein, deren Erfolg die Gründung vieler Provinzialvereine zur Förderung des Kleinwohnungswesens gewesen ist.....Durch Reisen, Vorträge und eine außergewöhnlich regsame und geschickte journalistische Tätigkeit in der Tagespresse hat er es verstanden, die Öffentlichkeit immer mehr für die notwendigen Reformen der Wohnungswirtschaft zu interessieren..... Während der ganzen langen Zeit, in der er die Geschäfte des Deutschen Vereins führte, hat er unermüdlich bei Parlamenten, Regierungen und Stadtverwaltungen durch persönliche und schriftliche Einwirkungen seine werbende Tätigkeit zugunsten der von ihm vertretenen Gedanken entfaltet.“

### Vermächtnis als Wohnungsreformer
Für sein lebenslanges Bemühen gelten die Worte seiner Frau Dr. Rose v. Mangoldt: „Die Wohnungsreformer gingen von dem Gedanken aus, dass die befriedigende Gestaltung der Wohnungs- und Siedlungsverhältnisse eine nationale Notwendigkeit ersten Ranges sei.“ Ihre Gedanken sind mit der Zeit Allgemeingut geworden. Die Befriedigung der Wohnungsbedürfnisse der minderbemittelten Bevölkerung wird nicht mehr allein der privaten Erwerbswirtschaft überlassen, Grund und Boden sind grundsätzlich Beschränkungen zugunsten der Allgemeinheit unterworfen. Daran hat Karl von Mangoldt als Begründer und langjähriger Geschäftsführer des Deutschen Vereins für Wohnungsreform entscheidenden Anteil. Im Zuge der vom Zweiten Weltkrieg zerstörten Städte konnten viele der Anregungen in großem Stil aufgegriffen und umgesetzt werden.

## Schriften
Karl von Mangoldt schrieb eine Reihe von Büchern sowie zahlreiche Artikel für Jahrbücher, Zeitschriften und Zeitungen.
- Die städtische Bodenfrage. Eine Untersuchung über Tatsachen, Ursachen und Abhilfe. Vandenhoeck & Ruprecht, Göttingen 1907. (online)
- Die städtische Bodenfrage. Eine Übersicht. Vortrag 1903, hrsg. vom „Verein Reichs-Wohnungsgesetz“. Vandenhoeck & Ruprecht, Göttingen 1904.
- Aus zwei deutschen Kleinstädten. Ein Beitrag zur Arbeiterwohnungsfrage. Fischer, Jena 1894.
- Die soziale Frage und die oberen Klassen. Rede gehalten zur Feier des Stiftungsfestes der Sozialwissenschaftlichen Studenten-Vereinigung zu Berlin am 2. Nov. 1894. Vandenhoeck & Ruprecht, Göttingen 1895.
- Der Verein Reichs-Wohnungsgesetz und seine Vorschläge (Schriften zur Wohnungsfrage). Hrsg. von Karl von Mangoldt. Frankfurt am Main 1898.
- Bodenspekulation oder gemeinnützige Bodenpolitik für Groß-Berlin? Ein Reform-Vorschlag von Dr. K v. Mangoldt (Schriften des Ansiedlungsvereins Groß-Berlin). Heymann, Berlin 1908. Digitalisierung durch die Zentral- und Landesbibliothek Berlin, 2024. urn:nbn:de:kobv:109-1-15485278
- Ziele und Aussichten der Gartenstadtbewegung. In: Peter Schmidt (Hrsg.): Am Born der Gemeinnützigkeit. Böhmert, Dresden 1909, S. 212–233.
- Wie ist die Neugestaltung Groß-Berlins durchzuführen? (Schriften des Ansiedlungsvereins Groß-Berlin, 6). Berlin-Schöneberg 1910.
- Rechtsordnung und Wohnungsverhältnisse. Gebel, Berlin-Lichterfelde 1912.
- Der Deutsche Verein für Wohnungsreform und sein Werk. Dt. Verein für Wohnungsreform, Frankfurt am Main 1912.
- Die Forderungen der deutschen Wohnungsreformbewegung an die Gesetzgebung. Vorschläge angenommen von der 2. Deutschen Wohnungskonferenz. Frankfurt am Main,…1912. Hrsg. vom Deutschen Verein f. Wohnungsreform, Frankfurt am Main (Göttingen 1913).
- Wohnungsreform durch das Reich. In: Vorwärts in der Wohnungsfrage! … Vorträge geh. auf d. Gründungsversammlung des Deutschen. Wohnungsausschusses in Berlin 1916. Berlin 1917.
- mit G. Albrecht und M. Rusch: Wohnungsfrage und Übergangswirtschaft (Schriften des Deutschen Wohnungsausschusses, 3). Heymann, Berlin 1917.
- Das Großstadtproblem und die Wege zu seiner Lösung. Pontos-Verlag, Berlin u. a. 1928. (Sonderdruck aus der Zeitschrift Die Wohnung, Jg. 2. H. 11/12; Jg. 3. H. 1/2, Berlin.)
- 30 Jahre Wohnungsreform, 1898–1928. Denkschrift aus Anlaß des dreissigjährigen Bestehens. Hrsg. vom Deutschen Verein für Wohnungsreform, Heymann, Berlin 1928.